# Сиам, Саид
Саид Сиам — министр внутренних дел и национальной безопасности в правительстве движения ХАМАС на территории сектора Газа, заместитель лидера ХАМАС на территории Палестинской автономии. Бывший член Законодательного совета Палестинской автономии. Работал в качестве добровольного проповедника и имама в мечетях в секторе Газа, представлял ХАМАС в Комитете контроля национальных и исламских сил, был пресс-секретарем организации.
Был убит во время ракетного обстрела сектора Газа 15 января 2009 года.

## Биография
Саид Мухаммад Шабаан Сиам родился в 1959 году в лагере беженцев Аль-Шати в секторе Газа, его семья была родом из деревни Аль-Джура возле Ашкелона (оттуда же вышли Исмаил Хания и Ахмед Ясин). В 1980 году Сиам закончил семинар учителей в Рамалле, стал преподавателем естественных наук и математики. Потом Сиам продолжил образование в Открытом университете «Аль-Кудс», окончил его в 2000 году и получил первую степень по истории исламской культуры.
C 1980 по 2003 год Сиам работал в одной из школ ближневосточного агентства ООН по оказанию помощи палестинским беженцам и организации работ (UNRWA) в Газе, но оставил работу в результате конфликта с работодателями из-за своих политических взглядов. Сиам занялся идеологической и общественной деятельностью среди населения, работал в качестве добровольного проповедника и имама в мечетях в секторе Газа.
С 1989 по 1992 год Сиама арестовывали 4 раза. В 1992 году он среди прочих был депортирован в деревню Мардж Зухор в Ливане, в 1995 году — был арестован силами безопасности Палестинской автономии. Сиам участвовал в важных форумах организации ХАМАС, представлял её в Комитете контроля национальных и исламских сил. С декабря 2001 года по апрель 2002 года Сиам был пресс-секретарем ХАМАСа, участвовал в создании в секторе Газа радиостанции ХАМАСа «Аль-Акса». В январе 2006 года Сиам был избран в законодательный совет Палестинской автономии. После выборов, на которых победу одержал ХАМАС, он стал министром внутренних дел и национальной безопасности автономии в правительстве Исмаила Хании.
Победа ХАМАСа на выборах привела к вооруженным стычкам между его боевиками и боевиками ФАТХа, более умеренного палестинского движения, лидером которого был глава Палестинской администрации Махмуд Аббас. При этом, по заявлениям представителей ФАТХа, Сиам являлся одним из инициаторов этих столкновений, а в октябре 2006 года близкая к ФАТХу группировка «Бригады мучеников Аль-Аксы» даже приговорила Сиама (вместе с несколькими другими лидерами ХАМАСа) к смерти. Весной 2006 года Сиам организовал подчиненные непосредственно ему специальные вооруженные формирования, противопоставленные палестинской полиции, контролировавшейся ФАТХом. Хотя Аббас сначала аннулировал это решение Сиама, позже он согласился на существование таких сил при условии, что они будут иметь вспомогательные функции.
Весной 2007 года Сиам резко выступил против достигнутого в Мекке соглашения между ФАТХом и ХАМАСом о создании правительства национального единства и объявил о том, что контролируемые им формирования продолжат борьбу. В новое правительство Сиам не вошел.
В июне 2007 года Сиам стал одним из руководителей переворота в Газе, когда ХАМАС захватил сектор и уничтожил в нем учреждения, контролируемые ФАТХом, после чего Аббас объявил о смещении правительства Хании. ХАМАС это решение не признал. В сентябре того же года созданные и руководимые Сиамом силы ХАМАСа были преобразованы в официальную полицию и службу безопасности.
В конце декабря 2008 года израильские вооруженные силы начали военную операцию против ХАМАСа в Газе. В ходе операции 15 января 2009 года Сиам погиб в результате воздушного налета.
Известно, что у Сиама было шестеро детей.